# Lonicera jarmilae
Lonicera jarmilae är en kaprifolväxtart som beskrevs av J.J. Halda. Lonicera jarmilae ingår i släktet tryar, och familjen kaprifolväxter. Inga underarter finns listade i Catalogue of Life.